# Opoku Ware I
Opoku Ware I, död 1750, var Asantehene, monark, i Ashantiriket mellan 1720 och 1750.